# Ministero dell'interno (Grecia)
Il Ministero dell'interno (in greco Υπουργείο Εσωτερικών?, Ypourgeio Esōterikōn) è un dicastero del governo greco responsabile per il coordinamento delle amministrazioni decentralizzate e locali, per l'organizzazione di elezioni e referendum oltre che per l'amministrazione delle pratiche relative ad anagrafe e cittadinanza in Grecia. Sotto l'egida del Ministero è posto inoltre il Viceministero di Macedonia-Tracia.
Dal 14 giugno 2024 il ministro in carica nel secondo governo Mītsotakīs è Theodōros Livanios.

## Storia
La delega agli affari interni nacque nel 1822 con la costituzione del primo governo provvisorio greco in seguito alla Prima assemblea nazionale di Epidauro, nell'ambito della guerra d'indipendenza greca; il primo ministro dell'interno fu Ioannis Kolettis. Con la costituzione del Regno di Grecia nel primo governo di Spyridōn Trikoupis fu istituita la Segretaria dell'interno e del territorio, assegnata a Geōrgios Psyllas.
Nel 1985 il Ministero fu brevemente sostituito dal Ministero dell'interno e dell'ordine pubblico, assorbendo il dicastero dell'ordine pubblico fino allo scorporo di quest'ultimo nel 1986.
Nel 1995 il Ministero fu accorpato al Ministero della Presidenza del Governo per formare il Ministero dell'interno, della pubblica amministrazione e del decentramento, venendo ulteriormente e nuovamente accorpato nel 2007 al Ministero dell'ordine pubblico. Nel 2009 dal dicastero sono stati scorporati i segretariati dell'ordine pubblico e della protezione civile, assegnati al neocostituito Ministero della protezione dei cittadini, e il Ministero e stato quindi ribattezzato Ministero dell'interno, del decentramento e della governance digitale, mantenendo questa forma fino a quando nel 2011 non è stato scorporato il Ministero della riforma amministrativa e della governance digitale, poi riassorbito nel 2015.